# Pebworth
Pebworth är en by och en civil parish i Wychavon i Worcestershire i England. Orten har 808 invånare (2011). Byn nämndes i Domedagsboken (Domesday Book) år 1086, och kallades då Pebeworde.